# Zemský okres Dachau
Zemský okres Dachau (německy Landkreis Dachau) je zemský okres v německé spolkové zemi Bavorsko, ve vládním obvodu Horní Bavorsko. Sídlem správy zemského okresu je město Dachau. Má přibližně 153 tisíc obyvatel. 

## Města a obce
| Město: 1. Dachau | Obce: 1. Altomünster 2. Bergkirchen 3. Erdweg 4. Haimhausen 5. Hebertshausen 6. Hilgertshausen-Tandern 7. Karlsfeld 8. Markt Indersdorf 9. Odelzhausen 10. Petershausen 11. Pfaffenhofen an der Glonn 12. Röhrmoos 13. Schwabhausen 14. Sulzemoos 15. Vierkirchen 16. Weichs |